# Petr Kouba (malíř)
Petr Kouba (* 3. listopadu 1947 Praha) je český malíř, kreslíř, restaurátor, spisovatel, signatář Charty 77.

## Život a dílo
Narodil se 3. listopadu 1947 do středostavovské rodiny na Žižkově v Praze. Jeho zájem o výtvarné umění ho dovedl ke studiu na Střední odborné škole výtvarné (dnes Výtvarná škola Václava Hollara v Praze) a po maturitě na Akademii výtvarných umění. Grafiku zde studoval v ateliéru docenta Ladislava Čepeláka a malbu u profesora Františka Jiroudka. Během studia se účastnil svými pracemi na několika nepovolených výstavách. Byl zručným kreslířem. Po ukončení povinné vojenské služby pracoval do roku 1980 v Tylově divadle (dnes Stavovské divadlo) jako kulisák. Byl členem Vlasteneckého spolku Karla Hynka Máchy, členem spolku Pohodlí, a členem Československého svazu výtvarných umělců. Byl malířem figuralistou, vycházel z výtvarných postupů baroka i postmodernismu. V roce 1977 podepsal Chartu 77 a následovalo pronásledování ze strany komunistického režimu. Byl mu odebrán řidičský průkaz, byl vyloučen ze svazu výtvarných umělců a vyhozen ze svého malého ateliéru. V roce 1980 se vystěhoval do Rakouska, kde pracoval jako dělník, později jako restaurátor kostelů a pomníků. V exilu začal psát prózu a vydal tři knihy: Lekce jízdy, Kráska, zvíře a já, Dryjáky. Publikoval v exilových časopisech Páternoster, Svědectví, Listy, Výběr na léto, Západ. V Rakousku se oženil, má dva syny. Po revoluci 1989 se vracel do vlasti, kde vystavoval svá díla a publikoval svoji prózu. V posledních letech žije po mozkové příhodě v ústavu nedaleko Vídně. Jeho díla jsou v Národní galerii Praha, ve vídeňské Orangerii a v soukromých sbírkách.

### Výstavy – výběr
Zúčastnil se kolektivních výstav v Praze, ve Vídni a v Berlíně, Kostelci nad Černými lesy. Samostatně vystavoval např. v Galerii Malacate ve Vídni.
- 1968 Litoměřice, Ústí nad Labem – Mladí výtvarníci pražské Akademie ( kolektivní)
- 1977 Praha – Obrazy ( autorská)
- 1978 Praha ( Mikrobiologický ústav) – Konfrontace (kolektivní)
- 1990 Kostelec nad Černými lesy – Obrazy ( autorská)
- 1990 Dijon – Espaces Tchèques (kolektivní)
- 1991 Český Brod – Obrazy (autorská)
- 1993 Vídeň – Obrazy (autorská)
- 1996 Praha – Obrazy (autorská)
- 1998 Praha – Olejové obrazy (autorská)
- 2002 Praha – Obrazy (autorská)
- 2007 Kostelec nad Černými lesy – Sbírka černokostelecké školy (kolektivní)
- 2008 Praha – Kresby, obrazy (autorská)
- 2015 Praha – Cesty mohou býti rozličné (kolektivní)
- 2017 Praha – Stop kontrola (autorská)
- 2019 Praha – Nezlomní (autorská)